# 诚谏镇
诚谏镇是中华人民共和国广西壮族自治区梧州市岑溪市下辖的一个乡镇级行政单位。

## 行政区划
诚谏镇下辖以下地区：
诚谏社区、大良村、南大村、美和村、新华村、陀村、思和村、大新村、孔任村、乾厢村、石桥村、永安村、治安村、河三村、沙田村、黎垌村、白丈村、天堂村、长坡村和双坪村。